# الاكمة (الظهرة)

تعديل مصدري - تعديل

الاكمة محلة تابعة لقرية الظهرة، التابعة لعزلة سير بمديرية بعدان إحدى مديريات محافظة إب في الجمهورية اليمنية، بلغ تعداد سكانها 138 حسب تعداد اليمن لعام 2004.